# Kacper Urbański
Kacper Urbański (ur. 7 września 2004 w Gdańsku) – polski piłkarz, występujący na pozycji środkowego pomocnika we włoskim klubie AC Monza do którego jest wypożyczony FC Bologna oraz w reprezentacji Polski. Uczestnik Mistrzostw Europy 2024.

## Kariera klubowa
Jest wychowankiem Lechii Gdańsk. W Ekstraklasie zadebiutował 21 grudnia 2019, w przegranym meczu wynikiem 0:3 z Rakowem Częstochowa. Łącznie w barwach gdańskiego klubu rozegrał 5 spotkań, w których zanotował jedną asystę. 1 lutego 2021 został wypożyczony do włoskiej drużyny Bologna FC za kwotę 150 tys. euro. 25 kwietnia 2021 zadebiutował w barwach Bologni U17. Swój debiut w Serie A zaliczył już 12 maja 2021, gdy zagrał minutę w przegranym meczu z Genoą. 30 czerwca 2021 wypożyczenie dobiegło końca, jednak 1 lipca włoski klub zakupił na stałe Kacpra Urbańskiego. Ten za 750 tys. euro przeniósł się do drużyny U19 Bolonii, a po roku, 1 lipca 2022 zawitał w seniorskim zespole, w którym gra od tamtej pory, razem z innym Polakiem, Łukaszem Skorupskim.

## Kariera w reprezentacji Polski
29 maja 2024 znalazł się na liście piłkarzy powołanych na mecze towarzyskie reprezentacji Polski z Ukrainą (7 czerwca) i z Turcją (10 czerwca).
Zadebiutował podczas meczu z Ukrainą, zastępując w 5. minucie kontuzjowanego Arkadiusza Milika. Zszedł z boiska w 61. minucie, zmienił go Jakub Kałuziński.
Podczas konferencji po meczu z Ukrainą, trener Michał Probierz potwierdził, że Kacper Urbański znajdzie się w kadrze narodowej na Euro 2024.

## Statystyki

### Reprezentacyjne
(aktualne na dzień 18 listopada 2024)
| Reprezentacja | Rok     | Mecze | Bramki |
| ------------- | ------- | ----- | ------ |
| Polska        | 2024    | 11    | 0      |
| Ogólnie       | Ogólnie | 11    | 0      |

| Mecze i gole w reprezentacji | Mecze i gole w reprezentacji | Mecze i gole w reprezentacji | Mecze i gole w reprezentacji | Mecze i gole w reprezentacji | Mecze i gole w reprezentacji | Mecze i gole w reprezentacji |
| Lp.                          | Data                         | Miasto                       | Przeciwnik                   | Gol                          | Wynik                        | Rozgrywki                    |
| ---------------------------- | ---------------------------- | ---------------------------- | ---------------------------- | ---------------------------- | ---------------------------- | ---------------------------- |
| 1.                           | 07.06.2024                   | Warszawa                     | Ukraina                      |                              | 3:1                          | towarzyski                   |
| 2.                           | 10.06.2024                   | Warszawa                     | Turcja                       |                              | 2:1                          | towarzyski                   |
| 3.                           | 16.06.2024                   | Hamburg                      | Holandia                     |                              | 1:2                          | Euro 2024                    |
| 4.                           | 21.06.2024                   | Berlin                       | Austria                      |                              | 1:3                          | Euro 2024                    |
| 5.                           | 25.06.2024                   | Dortmund                     | Francja                      |                              | 1:1                          | Euro 2024                    |
| 6.                           | 05.09.2024                   | Glasgow                      | Szkocja                      |                              | 3:2                          | LN 2024/2025                 |
| 7.                           | 08.09.2024                   | Osijek                       | Chorwacja                    |                              | 0:1                          | LN 2024/2025                 |
| 8.                           | 12.10.2024                   | Warszawa                     | Portugalia                   |                              | 1:3                          | LN 2024/2025                 |
| 9.                           | 15.10.2024                   | Warszawa                     | Chorwacja                    |                              | 3:3                          | LN 2024/2025                 |
| 10.                          | 15.11.2024                   | Porto                        | Portugalia                   |                              | 1:5                          | LN 2024/2025                 |
| 11.                          | 18.11.2024                   | Warszawa                     | Szkocja                      |                              | 1:2                          | LN 2024/2025                 |